# BYD・F0
BYD F0（エフゼロ）は、中華人民共和国の比亜迪汽車が生産・販売していた5ドアハッチバック型普通乗用車。BYD F1という名前でガソリン車として2008年に登場しF0への名前の変更を経て、2015年まで生産された。2019年からは「Eシリーズ(e siries)」 のブランドで、電気自動車としてBYD e1の名で販売されている。

## 仕様
デザインは欧州トヨタ、アイゴの無許可コピーである。
エアバッグなし、ABSなし、ESCなしの最も基本的なラテンアメリカ仕様のF0は、2016年のアメリカNCAPで成人乗員が0つ星、幼児用が1つ星を獲得した。

## ギャラリー

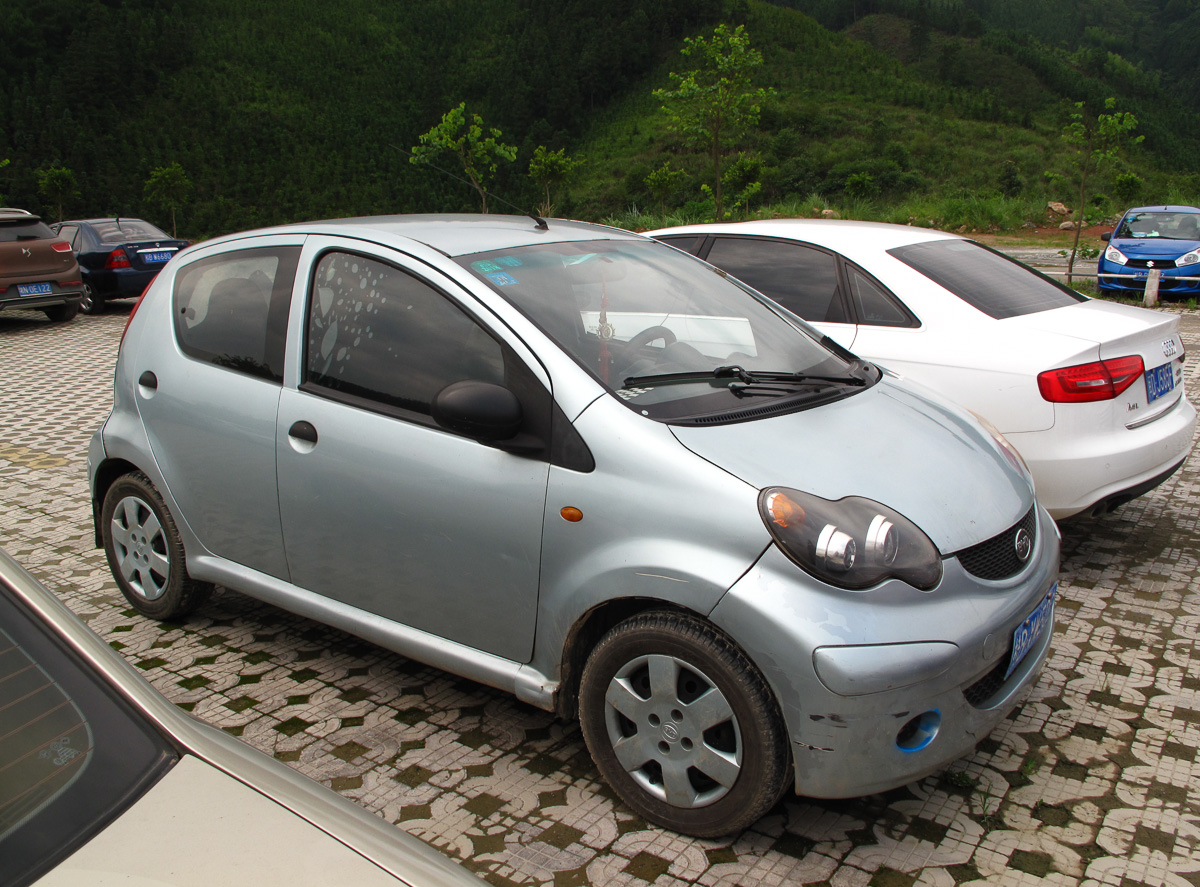
フロント
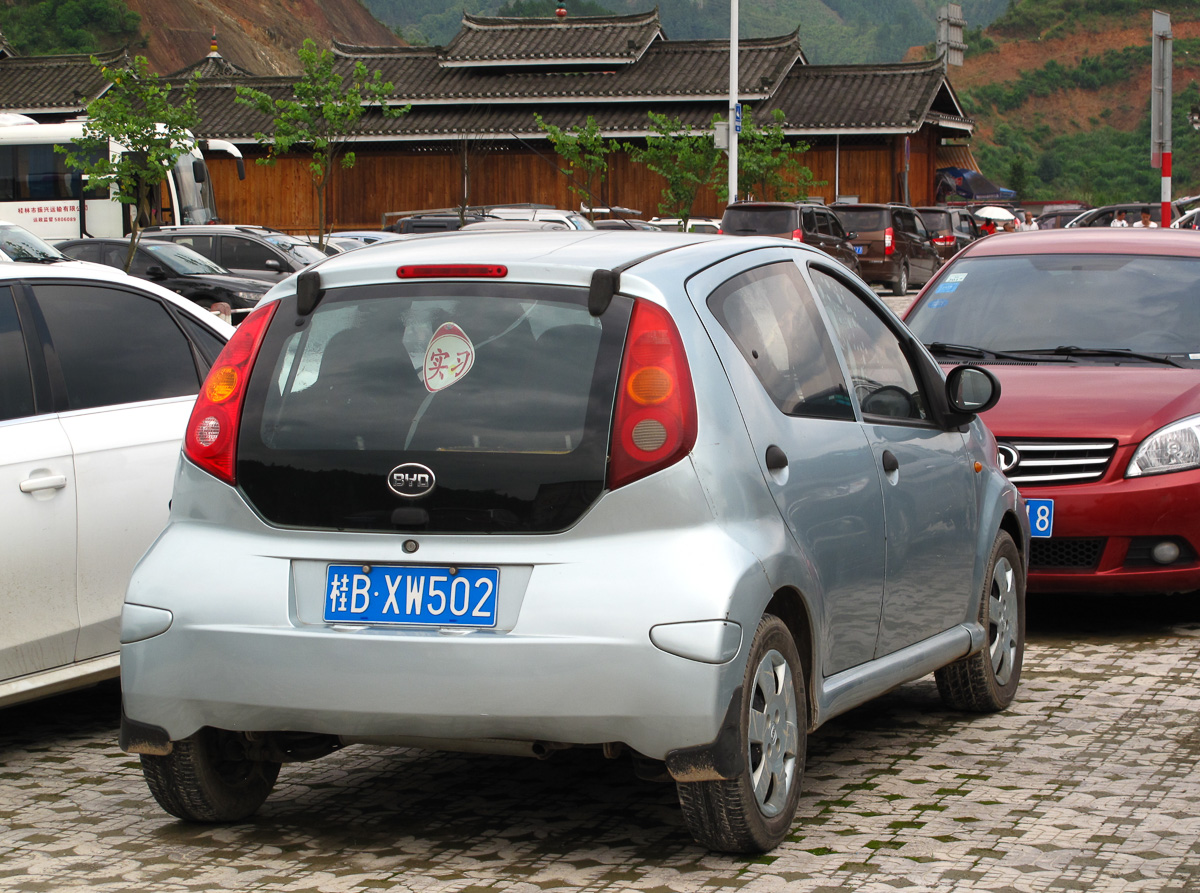
リア
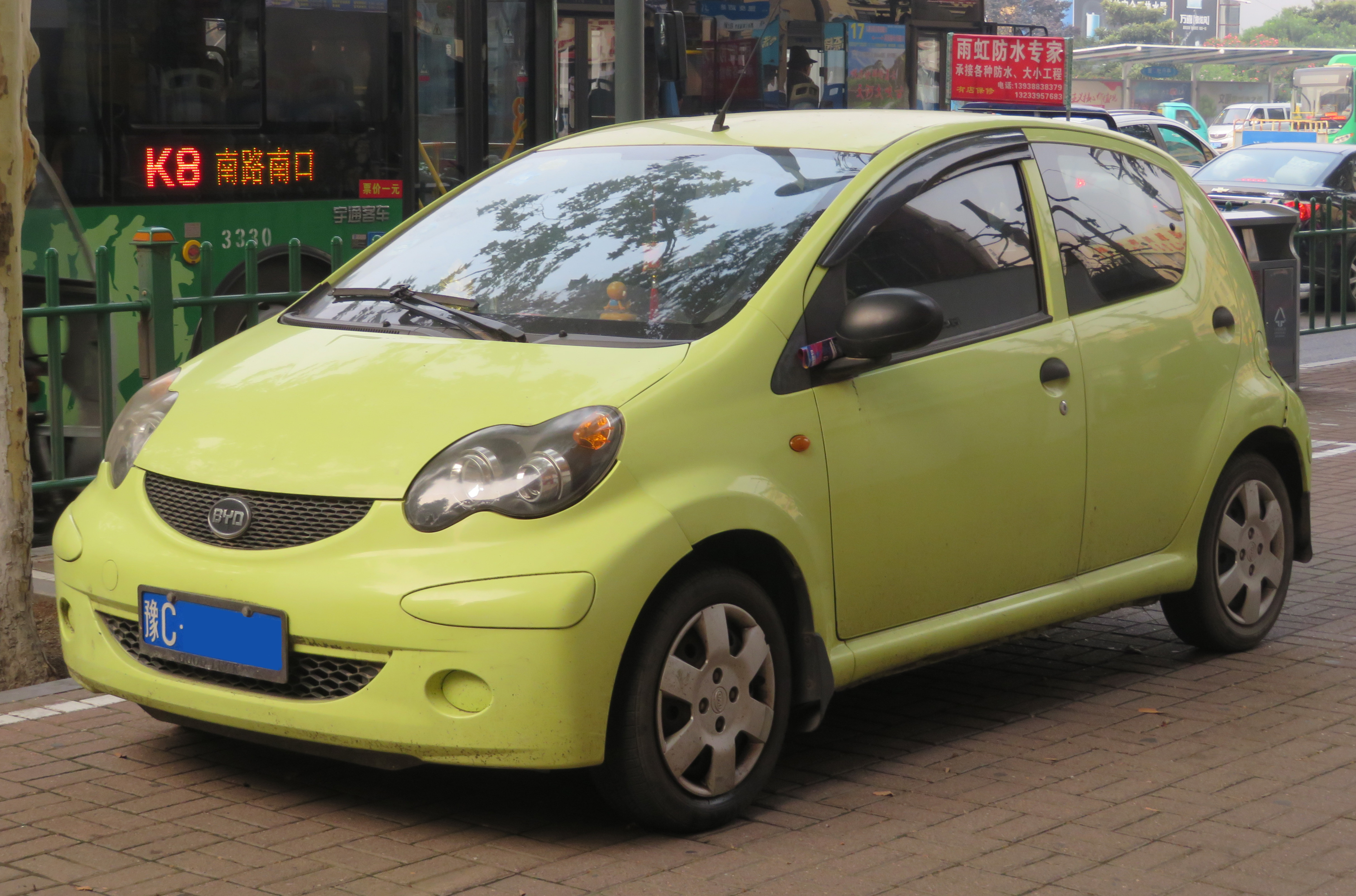
2009年販売型 フロント
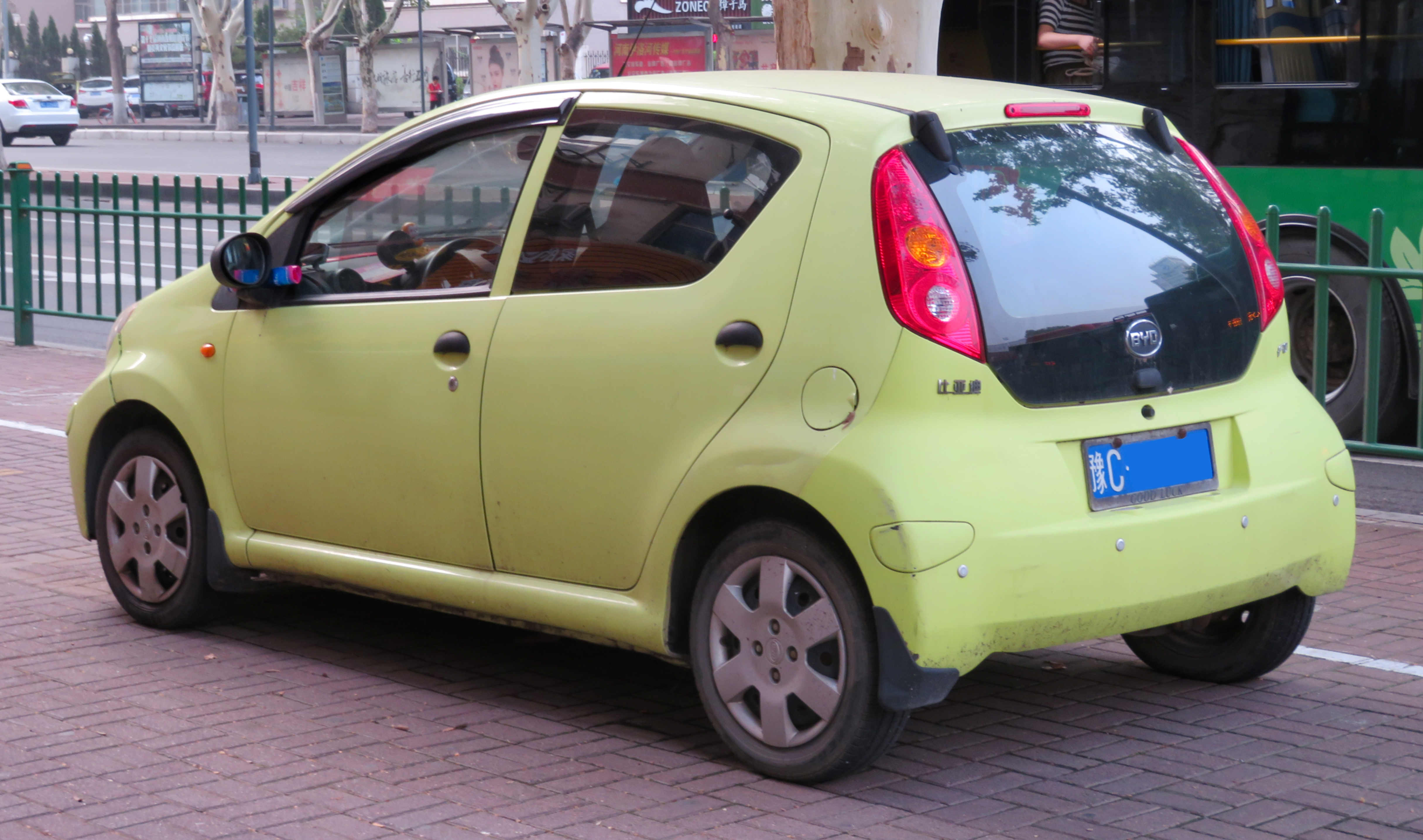
2009年販売型 リア